# Neostichtis gibbosa
Neostichtis gibbosa là một loài bướm đêm trong họ Noctuidae.